# Dalbergia congensis
Dalbergia congensis är en ärtväxtart som beskrevs av Baker f.. Dalbergia congensis ingår i släktet Dalbergia, och familjen ärtväxter. Inga underarter finns listade i Catalogue of Life.